# (9836) Aarseth
(9836) Aarseth ist ein Asteroid, der am 15. Oktober 1985 von Edward L. G. Bowell an der Anderson Mesa Station in Arizona entdeckt wurde.
Der Asteroid wurde am 5. Juli 2001 auf Vorschlag von E. M. Standish nach dem Astronomen Sverre Aarseth benannt.